# 浮舟 (能)
『浮舟』（うきふね）は、能楽における能の演目のひとつ。武家の歌人であった横越元久と世阿弥の合作になる。
執心女物に分類される。

## あらすじ
諸国一見の僧が、京の都に上ろうとしていた。宇治の里についたとき、ある里女が我が身の境遇を嘆き、その原因となった昔の事を嘆き、長い行く末の事を神に祈るのが良いだろうかと思っていた。
旅の僧が、女にこの宇治には昔どんな人が住んでいたのかを問うと、浮舟という女が住んでいたというが詳しくは知らないという。僧は、それは今もよく知られる源氏物語のことだと気づき、さらに詳しく聞こうとする。すると、宇治の名前すら聞きたくないと言う人もいるのにと、難色を示しながらも話し始める。女の話では、浮舟は薫中将が思いを寄せていた女性で人柄も良い方であったが、兵部卿の宮が忍びて会いにきて、それ以来深い仲になったという。浮舟は２人の間でどうしてよいのか、思い悩んで死んでしまいたいと、ついに行方がわからなくなったという。
僧は、女にどこに住んでいるのか問うと、小野に住んでいるので都に行くときに寄って欲しいという。自分には物の怪が憑いており、法力で救ってもらいたいので待っていると言って姿をくらました。
僧は小野に来て、今宵は草むらで浮舟の弔いをしようとする。すると、浮舟の霊が現れ、死んだ後も同じように悲しみが絶えず、僧の法力に頼るしか無いのですという。そうして昔のことを思い出し、浮き名が世間に漏れるのではないかと思い悩み死んでしまいたいと思い、ある夜、宇治川に入水しようと妻戸を開けると、だれか知らぬ男がやってきて誘っていくと思いきや、それ以降自分がわからなくなってしまったという。浮舟の霊は、生前は朝な夕なに祈っていたが、そのおかげか観音の慈悲により横川の僧都に助けられ、小野に連れてこられたという。そして加持祈祷により物の怪も除かれたが、それでも昔の方々が夢に現れていたという。そうして今、こうやって弔いを受け、執心も晴れて兜率天に生まれる事ができるのが嬉しいというや、すでに姿はそこに無く、風が吹き残っているばかりであった。

## 典拠・作者
『源氏物語』49帖の「宿木」から54帖「夢浮橋」に登場する架空の人物浮舟を題材に制作されている。『申楽談儀』によると、守護大名細川満元の家臣、横越元久が制作し、節を世阿弥が付けたとされる。世阿弥は『三道』で、本曲を「浮舟の憑き物」と呼び、女体の能の作品の中でも「玉の中の玉」と高く評価している。申楽談儀では、自讃する『砧」に比肩する能として本曲をあげている。

## 登場人物
- 前シテ  里の女
- 後シテ 浮舟の霊
- ワキ  旅の僧
- アイ  里人